# Distretto di Quthing
Quthing è uno dei 10 distretti che costituiscono il Lesotho.

## Circoscrizioni e Comunità
Il distretto consta di 5 circoscrizioni e 10 comunità:
- Circoscrizioni:
  - Mount Moorosi
  - Moyeni
  - Qhoali
  - Sebapala
  - Tele
- Comunità:
  - Ha Nkoebe
  - Likhohlong
  - Liphakoe
  - Matsatseng
  - Mkhono
  - Mokotjomela
  - Mphaki
  - Qomoqomong
  - Seforong
  - Tsatsane